# Église Saint-Romain de Mars (Ardèche)
L'église Saint-Romain est érigée dans la commune de Mars (Ardèche), département de l'Ardèche en région Auvergne-Rhône-Alpes. L'édifice est situé au cœur de « Saint-Romain le Désert » ancien chef-lieu de la commune aujourd’hui hameau.

## Historique
Les documents cités dans la bibliographie de l'article permettent d'établir la chronologie suivante : 
- 1583 : Une visite pastorale mentionne une église du Moyen Âge, sans doute à nef unique, très endommagée pendant les guerres civiles et religieuses.
- 1682 : Premiers desservants connus de la paroisse catholique.
- 1747 : Les archives indiquent l'inhumation du curé de Saint-Romain "dans le cimetière, derrière le maître-autel".
- 1789 : Révolution…
- 1793 : Fermeture de l’église au culte ?
- 1802 : Réouverture officielle au culte : l’église demeure paroissiale dans le cadre de la mise en place de l’organisation temporelle concordataire. La paroisse de Saint-Romain-le-Désert est alors rattachée au diocèse de Mende.
- 1854 : Agrandissement des ouvertures, transformation de la porte d'entrée datée sur la clef d'arc et restructuration du chœur.
- 1867 : La baie axiale du chœur, fortement ébrasée, a probablement été murée à cette époque lors des travaux de construction du nouveau presbytère qu'on accole au chœur de l'église.
- 1868 :  Rénovation de l’intérieur l'église.
- 1906 : Inventaire de l’église dans le cadre de la Loi de séparation des Églises et de l'État. L’opération a été réalisée à l’issue du dégagement des 5 m 3 de neige accumulés volontairement par des paroissiens devant la porte de l’église (5 mars).
- 1994 : Les paroisses catholiques de Devesset, La-Chapelle-sous-Rochepaule, Le Pouzat, Rochepaule, Saint-Agrève, Saint-André-en-Vivarais, Saint-Jean-Roure, Saint-Jeure-d'Andaure et Saint-Romain-le-Désert forment l’« Ensemble Inter Paroissial de Saint-Agrève ».
- 2001 : Mise en place d'une nouvelle chaudière dans l'église. Les travaux de terrassement effectués près des murs nord et ouest, ont exhumé de nombreux ossements humains.
- 2003 : Création de la paroisse « Saint-Agrève en Vivarais », par fusion des paroisses catholiques de l’« Ensemble Inter Paroissial de Saint-Agrève » (1er janvier) [1].

## Description générale
L'église, restaurée et agrandie à diverses époques est en moellon de basalte et de granite avec  encadrements des ouvertures en granite, le chaînage est en moellons de granite, les voûtes sont enduites avec des joints d'imitation. Les toitures sont couvertes de lauzes de basalte, le faîtage est à lignolet. L’église possède une nef unique voûtée en berceau, la sacristie est  voûtée d'arêtes. Elle comprend quatre chapelles latérales voûtées en berceau dont celles de la Vierge, Saint-Romain et Saint-Régis devenue Saint-Joseph.

## Vocable
Saint Romain est le patron de cette église.

## Visite de l'édifice

### Le sanctuaire
Plusieurs éléments aux fonctions liturgiques précises : 
- le siège de présidence,
- la Croix du Christ,
- l’ambon,
- l’autel,

permettent ici la célébration « face au peuple » selon la liturgie issue du Concile Vatican II.
Le tabernacle est placé à gauche dans le chœur.

### Vitraux
Les vitraux représentent des motifs géométriques.

### Sculptures

#### Statues
Plusieurs statues décorent l'église : 
- Saint Joseph, bénite le 30 novembre 1930
- La Vierge du rosaire,
- Saint Romain, bénite en 1909.

#### Chemin de croix
Le Chemin de Croix rappelle différents épisodes en quatorze stations du premier vendredi saint : la Passion du Christ. Il pourrait être celui bénit le 15 mars 1914.

#### Autres éléments
Les fonts-baptismaux en pierre pourraient datés du Moyen Âge. 
Le confessionnal a été réalisé à la fin du XIXe siècle ou au début du XXe siècle. 
Un élément rappelle l’histoire de paroissiens : le monument aux morts pour la France 1914 - 1918 avec 10 noms gravés.

### Cloches
Le clocher abrite une cloche mise en place en 1814. 

## Chronologie des curés

### ? – 1994
Un curé a la charge de la paroisse dont le territoire correspond approximativement à celui de la commune.

### 1994 – 2003
Une équipe presbytérale dont les membres sont « curés in solidum » (responsables solidairement) a la charge de l’ensemble de l’Ensemble Inter Paroissial.

### Depuis 2003
Avec la création de la paroisse Saint-Agrève-en-Vivarais succédant à l’Ensemble Inter paroissial une Équipe d’Animation Pastorale (E.A.P.) composée de laïcs en mission et de prêtres nommés « curés in solidum » a la charge de la paroisse nouvelle.